# Wolfgang Cartellieri

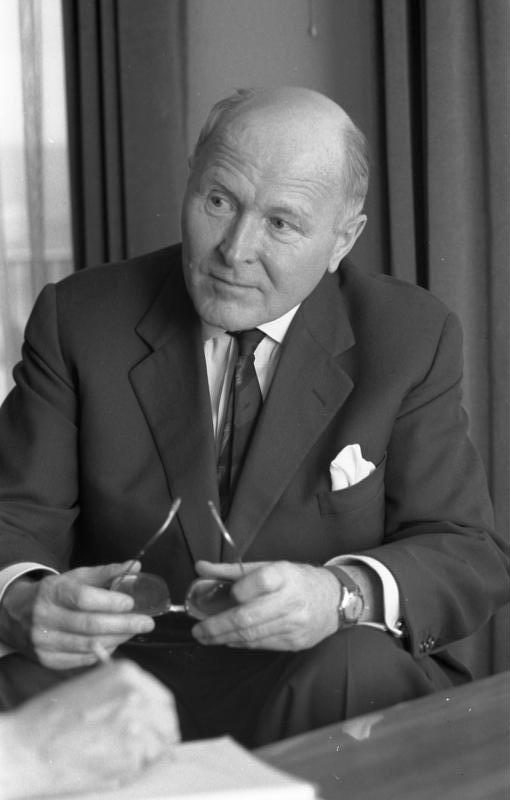
Wolfgang Cartellieri (1965)

Wolfgang Cartellieri (* 5. Oktober 1901 in Heidelberg; † 6. Juli 1969 in Bad Godesberg) war ein deutscher politischer Beamter.

## Leben
Cartellieri wurde als Sohn des Historikers Alexander Cartellieri und dessen Ehefrau Margarete, geborene Arnold, in Heidelberg, wo sein Vater damals als Privatdozent tätig war, geboren. Durch die Berufung seines Vaters an die Friedrich-Schiller-Universität 1902 kam er schon als Kleinkind nach Jena, wo er am humanistischen Gymnasium das Abitur ablegte. Nach Jurastudium in Jena und München und Promotion war Cartellieri ab 1923 in der öffentlichen Verwaltung tätig und war 1939 Landgerichtsdirektor am Landgericht Erfurt. Zwischen 1939 und 1946 gibt er Kriegsdienst und Kriegsgefangenschaft an. Über seine Entnazifizierung ist nichts bekannt. Seit 1947 war er Chefredakteur der Zeitschrift „Der Betriebs-Berater“, von 1949 bis 1951 Rechtsanwalt. 1951 kam er als 131er wieder in den öffentlichen Dienst zurück und wurde bis 1956 unter Ernst Wirmer im Amt Blank bzw. im Bundesatomministerium eingesetzt. 1956 wurde er als Ministerialdirektor Leiter der Abteilung Recht, Wirtschaft, Verwaltung und Internationale Zusammenarbeit im Bundesatomministerium.
Cartellieri war vom 15. Juli 1959 bis zum 31. Oktober 1966 Staatssekretär bei den verschiedenen seinerzeit für Forschungsfragen zuständigen Bundesministerien. Zunächst war dies der Bundesminister für Atomkernenergie und Wasserwirtschaft, ab 1961 der Bundesminister für Atomkernenergie und schließlich seit 1962 der Bundesminister für wissenschaftliche Forschung. Qua Amt war er auch Vorsitzender der Verwaltungskommission des Wissenschaftsrates.
Er ist der Vater des Bankmanagers Ulrich Cartellieri.

## Schriften
- Die Option – Ein Hilfsmittel zum Geschäftsabschluß bei Ungewißheit der Wirtschafts-, insbesondere der Währungsentwicklung. In: Betriebs-Berater. Jahrgang 1948, Seite 162 ff.
- Taschenbuch für Atomfragen. Festland, Bonn 1959.
- Bildungs- und Forschungspolitik für 1980. Gemeinnützige Verwaltungsgesellschaft für Wissenschaftspflege m.b.H., 1965.
- Die Großforschung und der Staat. Band 1: Wesen und Inhalt der Großforschung. Gersbach, München 1967.
- Die Großforschung und der Staat. Band 2: Die gegenwärtige Sach- und Rechtslage. Gersbach, München 1969.

## Auszeichnungen
- 1961: Großes Silbernes Ehrenzeichen am Bande für Verdienste um die Republik Österreich[1]